# Ивасик-Телесик (сказка)
«Ивасик-Телесик» (укр. Івасик-Телесик) — украинская народная сказка.
Существуют большое количество вариантов этой сказки на украинском, русском и белорусском языках, основанных на сюжете восточнославянских сказок «Мальчик и ведьма».
Сказка печаталаcь в сборниках сказок и отдельной книгой, а также выпускалась в виде аудиосказки.

## Сюжет
У одного старика со старухой не было детей, и старуха попросила деда вытесать сыночка из деревянного чурбачка. Положили они «деревинку» в коляску, а на следующий день вместо неё появился настоящий мальчика, которого назвали Ивасик-Телесик. Когда сынок подрос, он просил деда сделать ему лодку и дать весло, чтобы можно было рыбачить. А старушка-мать всегда говорила, чтобы он подплывал домой к берегу только тогда, когда услышит её голос.
Злая Змея, жившая на берегу, решила поймать Ивасика-Телесика обманом, повторяя слова его матери, однако мальчик узнал разницу в голосе и не приплыл к берегу. Тогда Змея выковала у кузнеца другой голос, похожий на голос матери мальчика. Услышав его, Ивасик-Телесик не отличил от материнского, приплыл к берегу — Змея схватила мальчика и принесла к себе домой. Дома она приказала своей дочери запечь Ивасика-Телесика в печи и позвать на угощение гостей. Змеиная дочь сказала мальчику садиться на лопату, чтобы засунуть его в печь. Однако догадливый Ивасик-Телесик попросил её показать, как это делается, и засунул в печь саму дочку.
Собравшиеся у Змеи гости съели её запеченную дочь, думая, что это мальчик. Узнав об обмане, они пытались его поймать, но он влез на дерево, которое Змея решила перегрызть. Когда с новыми железными зубами, сделанными также у кузнеца, ей это почти удаётся, Ивасик-Телесик попросил пролетающих мимо гусей забрать его. Только последний гусёнок взял мальчика и доставил его домой. Оказавшись на дворе дома, Ивасик-Телесик услышал, как старуха угощает пирожками старика и себя. Он тоже попросил себе пирожок со двора, родители узнали голос сыночка и впустили его в дом. Увидев на дворе прогуливающегося гуся, старуха решила поймать его и зарезать. Но Ивасик-Телесик рассказал, как спас его этот гусёнок; тогда старуха накормила птицу и даже дала ей в путь пшена.
В некоторых вариантах сказки вместо Змеи выступает Баба-яга со своей дочерью Алёнкой.

## В культуре
- В 1972 году на «Поляне сказок» в Ялте скульптор Станислав Кошелев создал фигуру героя украинского фольклора — Ивана-Телесика.[3]
- В 1978 году на фирме «Мелодия» была записана пластинка с симфонической сказкой Николая Сильванского для чтеца и оркестра.[4]
- В СССР было выпущено два мультипликационных фильма:
  - 1968 год — «Ивасик-Телесик», студия «Киевнаучфильм», режиссёр Леонид Зарубин;
  - 1989 год — «Ивасик-Телесик», студия «Киевнаучфильм», режиссёр Алла Грачёва.